# پیاده‌نظام سبک

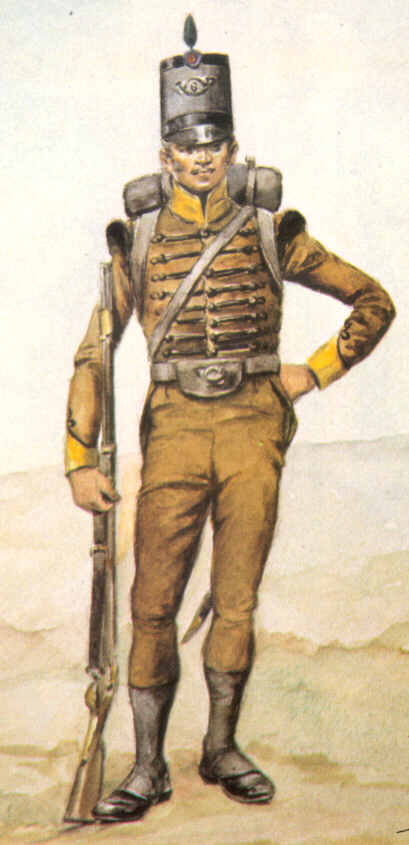
پیاده‌نظام سبک ارتش پرتغال (caçador) در جنگ شبه جزیره، با کمک لباس پنهان یکنواخت، در مقایسه با لباسهای روشن پیاده‌نظام

پیاده‌نظام سبک (به انگلیسی: Light infantry)، نامی است که در طول تاریخ برای انواع خاصی از سربازان پیاده (پیاده‌نظام) اعمال می‌شده‌است، به‌طور معمول دارای تجهیزات یا تسلیحات سبک تر یا عملکرد متحرک یا تحرک بیشتر نسبت به سایر پیاده‌ها مانند پیاده‌های سنگین یا پیاده‌نظام خطی است. از لحاظ تاریخی، پیاده‌نظام سبک اغلب به عنوان مبارزه پیشاهنگان، مهاجمان و خط شکن‌ها که معمولاً وظیفهٔ آن حمله پیش از حملهٔ ارتش اصلی، تأخیر، مختل کردن خطوط تدارکاتی و عموماً «نرم کردن» دشمن قبل از جنگ اصلی است. پس از جنگ جهانی دوم، اصطلاح «پیاده‌نظام سبک» تکامل یافت و اکنون به‌طور کلی به واحدهای مستقر در سرعت (همچون: تکاورها و واحدهای هوابرد) اشاره دارد؛ که به‌طور خاصی بر سرعت و تحرک بیش از قدرت زره پوش و قدرت آتش تأکید دارند. برخی از یگان‌ها یا گردان‌هایی هم که در طول تاریخ دارای نقش مهم بودند، به دلایل سنتی، نام خود را «پیاده‌نظام سبک» گذاشته‌اند.